# 노구치 신호소
노구치 신호소(일본어: 野口信号所 のぐちしんごうじょ[*])는 일본 도쿄도 히가시무라야마시에 위치했던 세이부 철도 세이부엔 선의 신호소였다. 지금의 히가시무라야마 역과 세이부엔 역사이에 위치해 있었으며, 당시 세이부엔 본선의 종착역이었던 무라야마 저수지 역 방면과 지선이었던 세이부엔 역 방면과의 분기를 위해 개설되었다.

## 개요
지금의 세이부엔 선이 북쪽으로 방향을 바꾸는 부분에 위치했다. 당시 세이부엔 선은 나중에 신주쿠 선의 일부가 되는 무라야마 선의 일부였으며, 원래의 종착역은 무라야마 저수지 역이었다. 그러나 1950년 5월 23일에 무라야마 경륜장(지금의 세이부엔 경륜장)으로의 수송을 목적으로 지선을 개통하고 임시역으로 세이부엔 역을 개설하였으며, 그러한 분기를 위해 이 신호소가 설치되었다. 그러다가 세이부엔 역이 더 비중이 있게 되었으며, 당시 무라야마 저수지 역은 지금의 세이부 유원지 역과 아주 가까운 위치에 있어서 존재 자체에 문제가 되었다. 또한 무라야마 저수지 역 및 세이부 엔 역 양쪽 모두를 운행할 경우 이 신호소에 한계가 있었기 때문에 결국 무라야마 저수지 역과 세이부엔 역이 통합되었다. 이로 인하여 개설한지 10개월만인 1951년 3월 1일에 폐지가 되었다.

## 역사
- 1950년 5월 23일 : 분기선 관리를 위해 설치.
- 1951년 3월 1일 : 무라야마 저수지 역의 폐역으로 같이 폐지.

## 참고 문헌
- 野田正穂「西武鉄道と狭山丘陵開発 —東村山文化園から西武園へ—」(『東村山市史研究』제 13호 東村山ふるさと歴史館、2004년 3월)
- 運輸省編『西武鉄道（武蔵野鉄道）・昭和19-23年』（運輸省文書）
- 運輸省編『西武鉄道・昭和24-26年』（運輸省文書）